# Little Einsteins
Little Einsteins (conocido como Mini Einsteins en Hispanoamérica) es una serie animada creada por Douglas Wood y producida por Curious Pictures, The Baby Einstein Company y The Walt Disney Company.
En España se estrenó el 16 de enero de 2006 a las 18:10 p. m. en Playhouse Disney, además se emitió en La 1 La 2 Clan TVE RTVE como también en canales de la Empresa Forta como Canal Sur Televisión y Super3.

## Sinopsis
La serie consiste en las aventuras de cuatro niños pequeños: Leo, June, Quincy y Annie junto a su nave espacial Rocket (Nave en España). En cada episodio se aventuran en una misión para resolver problemas o rescatar a alguien.
Durante la misión los niños frecuentemente rompen la cuarta pared ya sea para realizar preguntas o para que el público aporte como ayuda en su misión.
Algunas de estas se ubican en países orientales o también en lugares con climas fríos como la Antártida y otros lugares como en el fondo del mar. En algunos de los episodios conocen al enemigo de Rocket llamado Big Jet (Gran Reactor en España, Gran Jet en Hispanoamérica), que siempre intenta dificultar su paso.
Además en cada episodio enseñan pinturas y melodías musicales clásicas famosas, las cuales influyen mayoritariamente en el episodio y en las acciones que realizan durante el viaje.

## Temporadas
| Temporada | Temporada | Episodios | Estados Unidos       | Estados Unidos          | Latinoamérica           | Latinoamérica         | España                   | España                  |
| Temporada | Temporada | Episodios | Comienzo             | Final                   | Comienzo                | Final                 | Comienzo                 | Final                   |
|           | 1         | 28        | 9 de octubre de 2005 | 20 de noviembre de 2006 | 6 de enero de 2006      | 21 de marzo de 2007   | 16 de enero de 2006      | 2 de septiembre de 2007 |
|           | 2         | 39        | 13 de enero de 2007  | 22 de diciembre de 2009 | 14 de noviembre de 2007 | 17 de febrero de 2011 | 17 de septiembre de 2007 | 12 de junio de 2012     |

## Episodios

### Temporada 1
- Anillo Alrededor Del Planeta:

June debe devolverle a Saturno uno de sus anillos.
- Me Encanta Dirigir:

Un águila roba la batuta de Leo, pensando que es un palo para construir su nido. Es momento de que el equipo se enfrente al águila para recuperar la batuta.
- Hipo Húngaro:

Nave está asignada para competir junto a su mayor enemigo: el Gran Jet, en una carrera aérea. Sin embargo, en el último momento, Nave sufre un ataque de hipo.
- Cuento De Ballenas:

Nave hace una amistad con una ballena, y se divierten jugando juntos. Pero cuando es hora de irse, Nave extraña a su nuevo amigo, así que el equipo debe reunirlo con la ballena para verla feliz nuevamente.
- El Tesoro Del Pirata:

Un simple juego de piratas se convierte en una peligrosa misión para recuperar un tesoro, como el equipo se mete en una carrera contratiempo al Gran Jet para conseguir un cofre.
- Los Globos De Cumpleaños:

Durante las celebraciones del cumpleaños de Annie, el equipo le regala globos, su cosa favorita. Pero todo sale mal cuando una fuerte ráfaga de viento le suelta los globos a Annie. Así que, para reparar la celebración, el cuarteto debe buscar los globos por más peligroso que sea.
- La Leyenda De La Pirámide Dorada:

El equipo se interesa en una profecía que habla sobre una extraña pirámide color dorado, la cual puede tocar música para hacer que un montón de jeroglíficos se muevan. Sin embargo, un faraón está molesto por la música que está emite, entonces decide cerrarla con llave para que no haga música. Así que, el cuarteto debe aventurarse en Egipto para detener al faraón y hacer que la pirámide emita música nuevamente.
- Cometa Dragón:

June tiene un encuentro inusual con una cometa dragón china. Resulta que esta cometa está en busca de otras 2 cometas que, junto a ella, se dirigen a un desfile en China. El problema surge cuando ésta le tiene miedo a las alturas, así que el equipo debe hacer que llegue sano y salvo al desfile.
- Al Oeste, Trenecito:

El cuarteto está con un tren rojo el cual va rumbo a una fiesta con una bolsa de suplementos de fiesta. Sin embargo, el Gran Jet les saquea la bolsa, así que deben arrebatársela antes de que la fiesta de inicio.
- Annie Agricultora:

Durante una visita a una propiedad perteneciente a tres cerdos, destaca una bolsa de semillas inusuales. Para descubrir lo inusual, Annie y sus amigos deben cultivarlas.
- Una Fiesta de Halloween con Los Little Einsteins:

Desesperados por llegar a una fiesta de Halloween, el equipo debe llenar una cesta con dulces al mismo tiempo que deben escapar de un ejército de fantasmas.
- La Misión En Solitario de Annie:

Después de enseñarle a Annie cómo utilizar a Rocket, Leo se va a hacer burbujas con sus amigos, sin embargo, una burbuja gigante lo atrapa a él, junto a June y a Quincy, así que Annie debe salvarlos antes de que la burbuja se reviente y ellos caigan al vacío.
- El Ratón y La Luna:

El cuarteto debe ayudar a un ratón a entregarle un regalo a la Luna.
- El Caballero Bueno y El Caballero Malo:

El equipo lee una leyenda sobre dos caballeros. El primero es bueno, chistoso y ayuda a los demás, mientras que el otro es envidioso y malvado. Un día, el caballero malo se harta del bueno y lo encierra en una de las Torres de un castillo. Así que, el equipo nuevamente tiene que liberar al caballero bueno y quitarle la purga al caballero malo.
- El Deseo De Navidad:

El cuarteto debe recuperar una caja del deseo que iba para Annie, desde el Monte Everest, en Nepal.
- Cómo nos convertimos en los Little Einsteins, la verdadera historia:

Nave es muy grande para vivir en la casa de Leo, así que deben hacerle un hangar para que resida no solo ella, sino que el cuarteto en sí.
- Saltad Por Joey:

Joey es un canguro incapaz de saltar, pero cuando se avecina un concurso de saltos en Australia, en el cual Joey está obligado a participar, el equipo debe hacerlo saltar.
- Las Auroras Boreales:

Quincy le teme a la oscuridad, pero debe poner a prueba su coraje cuando una cría de reno escapa de su madre. Para combatir la oscuridad, Quincy inventa una canción para que todos lloren de carcajadas.
- Oh Sí, Oh Sí, Ya es Primavera:

Como el Gran Jet es alérgico a las flores, al enterarse de que los niños tienen una flor que debe crecer, el Gran Jet saca un arma para enviarlos a cualquier lugar que no sea primavera, para que la flor no florezca. Así que, Leo, June, Quincy y Annie deben buscar un lugar donde sea primavera, para que su flor florezca.
- Cuento De Un Tótem Alto:

El cuarteto debe hacer crecer un tótem enano para que tenga historias que contar, junto a otros tótems.
- La Increíble Aventura Del Empequeñecimiento:

El equipo de forma extraña se encoge, entonces deben buscar una forma de volver a su tamaño normal. 
- Unas Buenas Noches Galácticas:

Nave está teniendo insomnio, así que para que se duerma, el escuadrón decide llevarla al espacio para que cuente los planetas y se duerma lo antes posible.
- La máquina de Cumpleaños:

Un boceto descartado indica al equipo buscar para que sirve.
- Pato, Pato, June:

Una accidental confusión indica al cuarteto devolver a una cría de pato a su madre, después de que esta persigue a June.
- Safari De Rocket:

En un intento heroico de salvar algunos ñus, Nave pone su cuerpo para evitar que un río los capture. Pero el problema surge cuando Nave no puede salir, y está cerca de resfriarse.
- Toca En Madera:

El equipo se encuentra con un pájaro carpintero de pico blanco, el cual no tiene un amigo. Así el equipo se aventura en los grandes bosques de Arkansas para poder encontrarle un amigo.

## Personajes

### Primarios
- Leo: Es un niño pelirrojo, con gafas y ojos verdes, es el hermano mayor de Annie, el copiloto de Rocket y el líder de los Little Einsteins. Su objeto más preciado es la batuta.
  - Color:          Negro/Naranja

- June: Le gusta bailar, mirar a las estrellas con su telescopio por las noches y el arte. Ella se identifica porque siempre lleva pendientes, además de ser el único personaje con rasgos asiáticos. También posee un fuerte temperamento. El sitio web de Playhouse Disney la califica como una tomboy.
  - Color:          Morado/Rosa

- Quincy: Le encanta tocar toda clase de instrumentos, el violín, la trompeta y el tambor son sus instrumentos preferidos, es uno de los miembros del equipo en temer a la oscuridad (según el episodio Las luces del norte). Lleva camiseta amarilla con mangas verdes, también una gorra azul y es de raza negra.
  - Color:          Amarillo/Verde

- Annie: Es la hermana menor rubia de Leo y uno de los personajes que ha pilotado a Rocket sin la compañía del resto de los personajes. En la temporada 1, usa un saltador azul, una camiseta verde y zapatillas para correr fucsia. En la temporada 2, usa un saltador rosado, un polo celeste y zapatillas para correr azules, Además, gana un micrófono con notas musicales anaranjadas que usa al cantar. Le gusta los animales, pero le tiene miedo a las arañas y los murciélagos. También es la más joven del grupo.
  - Color:          Verde/Azul (Temporada 1),          Celeste/Rosa (Temporada 2)
- Rocket (En España se llama Nave): Es la nave roja de los Little Einsteins, pero a la vez tiene vida propia. Él no habla, pero se comunica con sonidos musicales con los otros personajes. Además tiene múltiples gadgets que ayudan a los Little Einsteins a completar sus misiones. Tiene trajes espaciales, sombreros de safari, chalecos salvavidas y engranaje de nieve.
  - Color:      Rojo

### Secundarios
- Gran Jet (En España se llama Gran Reactor): Es el enemigo de los Little Einsteins y de Rocket, es un avión de caza. Es tramposo, quiere vengarse de los Little Einsteins y quiere dificultar su camino. Aparece por primera vez en el episodio Hipo Húngaro.
  - Color:              Azul/Negro/Amarillo
- Cocodrilo del Nilo: Él aparece en dos episodios, La Leyenda De La Pirámide Dorada y El Enigma Del Esfinge. En los dos episodios persige a los Little Einsteins por el Nilo para devorar a Rocket. Es un Crocodylus niloticus.

- Ratoncito: Es un Mus musculus que está en algunos episodios, como El Ratón Y La Luna. Tiene mucho miedo a sus depredadores sobre todo los estrigiformes.

- Los Tres Cerditos: Son tres lechones que intentan hacerse cada uno una casa para refugiarse del Lobo Feroz.

- Abuela Rocket (En España se llama Abuela Nave): Ella apareció en el episodio El Pequeño Caperocket y es la abuela de Rocket. Ella comparte una apariencia similar a Rocket pero es morada y tiene anteojos y canas. Al igual que Rocket, se comunica con sonidos de marimba.
  - Color:      Lila

## Versiones en DVD
| Colección                              | Episodios incluidos | Día de lanzamiento    |
| -------------------------------------- | --- | --------------------- |
| Equipo de aventura                     | Nuestra Gran Super Aventura, I Love To Conduct, El safari de Rocket. | 25 de abril de 2006   |
| Celebración de misiones                | El cumpleaños de Rocket, Go West, Young Train, Los globos de cumpleaños. | 22 de agosto de 2006  |
| Diversión con amigos                   | Cómo nos convertimos en los Little Einsteins: La verdadera historia, El Silbato de Quincy, El Nuevo Castillo de Leo y June. - Contenido extra: Mamá Mirabelle: elefantes caminan, WorldGirl: Chuck |                       |
| La leyenda de la pirámide dorada       | La leyenda de la pirámide dorada, The Dragon Kite, Annie y el pequeño avión de juguete | 27 de febrero de 2007 |
| Expedición animal                      | Cuento de Ballenas, Pato Pato June, Saltad por Joey, El gran desfile del elefantito. - Contenido extra: La casa de Mickey Mouse: El zoo de Goofy                                                   |                       |
| De viaje por Europa                    | Hola violonchelo, Calcetín gracioso salva el circo, ¡Vamos, equipo!. - Contenido extra: Manny Manitas: Turner y los libros                                                                         |                       |
| El vuelo de las Hadas Musicales        | El vuelo de las Hadas Instrumento, La marioneta princesa, El baile del zapatito, Caperu-rocket-cita Roja. - Contenido extra: Manny Manitas: Tiempo muerto/Una idea brillante                       |                       |
| El robot espacial                      | Llamando por todo el planeta, El ratón y la luna, Unas buenas noches galácticas, El robot musical del espacio. - Contenido extra: Manny Manitas: La herramienta maravillosa                        |                       |
| El rescate del pájaro de fuego de nave | - Contenido extra: Manny Manitas: Como una herramienta en una cacharrería |                       |
| Una carrera hacia el espacio           | El tesoro de la puertecita roja, ¡A toda velocidad!, La gran carrera de revancha del cielo. - Contenido extra: La casa de Mickey Mouse: Goofy en Marte                                             |                       |
| La gran misión                         | Hipo húngaro. |                       |
| El deseo de la Navidad                 | Enseñar y contar, El deseo de Navidad, El primer juguete de cuerda, Las auroras boreales. |                       |
| De viaje por África                    | Habla con música, El enigma del Esfinge, La hora del aperitivo de los animales. - Contenido extra: Manny Manitas: Una donación generosa                                                            |                       |
| De viaje por América                   | Cuento de un tótem alto, La melodía y yo, Toca madera. - Contenido extra: Manny Manitas: el buzón de devolución                                                                                    |                       |

## Libros
| Título                         |
| ------------------------------ |
| Misión: ¿Dónde está June?      |
| Misión: Descubriendo colores   |
| Butterfly Suits                |
| Música de la pradera           |
| Buenas noches galácticas       |
| Aventura australiana           |
| El jardín de la granjera Annie |
| El cumpleaños de Rocket        |

## Versión anterior (piloto)
- En el DVD de Baby Einstein Baby Santa's Music Box, había un comercial de treinta segundos de duración, el cual era una versión anterior del programa conocido como Mini Einstein.

## Títulos internacionales
- Inglés y  español: Little Einsteins
- Francés: Les Petits Einstein
- Español: Mini Einsteins

### En inglés
- Sitio web
- Mini Einsteins Archivado el 17 de marzo de 2010 en Wayback Machine. en TV.com
- Venta de DVD
- Sitio web oficial en Playhouse Disney (obsoleto, no visible)
- Mini Einsteins en TV Tokyo

- Datos: Q1466644